# Nowa Australia
Nowa Australia – utopijna osada australijskich socjalistów w Paragwaju, istniejąca od 1893 do 1899 roku.
Kolonia została założona 28 września 1893 roku w Paragwaju przez 238 osadników pod przywództwem Williama Lane’a, którzy otrzymali ziemię od rządu tego kraju. Tereny przeznaczone dla kolonistów liczyły 2000 km², gdyż według pierwotnych projektów Lane’a docelowo w kolonii miało mieszkać 1200 rodzin.
W kolonii szybko zaczęło dochodzić do sporów, w szczególności na tle obowiązującej prohibicji. W efekcie już w maju 1894 roku William Lane wraz z 54 osobami opuścił kolonię, by zbudować kolejną, położoną 72 km na południe i nazwaną Cosme. Pozostali w Nowej Australii osadnicy nie byli w stanie utrzymać spójności grupy i gdy w 1899 r. Lane wyjechał do Nowej Zelandii, paragwajski rząd rozwiązał obie kolonie, część osadników wyjechała do Argentyny, Australii lub Wielkiej Brytanii, a pozostałym przyznano działki ziemi na własność.
Na początku XXI w. liczba potomków dawnych osadników w Paragwaju szacowana była na ok. 2000 osób.